# Ceroxylon echinulatum
Ceroxylon echinulatum és una espècie de planta fanerògama pertanyent a la família Arecaceae. És originària de l'Equador i el Perú, on es troba en la Serralada dels Andes a una altitud de 1600-2200 metres.

## Descripció
Ceroxylon echinulatum té una tija solitària, que aconsegueix els 10-25 m d'altura, i amb 20-30 cm de diàmetre, generalment gris, més rarament blanc amb cicatrius negres de les fulles. Les fulles són de 4,5 m de llarg; amb 75-90 pinnes en cada costat, inserides regularment en un pla, penjolls, les centrals de 85-105 cm de llarg i 3-5 cm d'ample, amb un toment gruixut, de color blanc a marró clar i cerós. Les inflorescències són erectes a arquejades, corbes en la fruita, de 250 cm de llarg, ramificat 3 vegades. El fruit és globós, d'1-2 cm de diàmetre, finament berrugós, verd, tornant-se de color taronja-vermell en la maduresa.

## Taxonomia
Ceroxylon echinulatum va ser descrita per Gloria Galeano Garcés i publicat a Caldasia 17(82–85): 399. 1995.
Etimologia
Ceroxylon: nom genèric compost de les paraules gregues: kèròs = "cera" i xγlon = "fusta", en referència a la gruixuda cera blanca que es troba en els troncs.
echinulatum: epítet latíno
Sinonímia
- Ceroxylon alpinum subsp. ecuadorense Galeano.[4][5]

## Nom comú
- En espanyol: ramito, palma de ramo, palma real, pumbo (a l'Equador).[6]